# Asceua haocongi
Espèce
Asceua haocongi est une espèce d'araignées aranéomorphes de la famille des Zodariidae.

## Distribution
Cette espèce est endémique de Hainan en Chine. Elle se rencontre vers Sanya.

## Description
Le mâle holotype mesure 2,13 mm et la femelle paratype 2,57 mm.

## Systématique et taxinomie
Cette espèce a été décrite par Lin et Li en 2023.

## Étymologie
Cette espèce est nommée en l'honneur de Hao-chong Yang.

## Publication originale
- Wang, Lin, Zhang, Chu, Li & Huang, 2023 : « Two new species of the genus Asceua Thorell, 1887 (Araneae, Zodariidae) from China. » Biodiversity Data Journal, vol. 11, no e103298, p. 1-12.